# Pumas Tabasco
El club Pumas Tabasco fue un club profesional de fútbol mexicano con sede en la ciudad de Villahermosa, Tabasco, México. Fue fundado el 24 de junio de 2020 hasta su desaparición el 25 de mayo de 2023.

## Historia
Tras el descenso de Pumas Morelos en el Torneo Clausura 2013 de la Liga de Ascenso de México, la franquicia que ocupaba el Club Universidad Nacional en dicho certamen fue vendida, argumentando gastos innecesarios para la entonces directiva encabezada por el presidente, Jorge Borja Navarrete y el Vicepresidente Deportivo, Alberto García Aspe. En el verano del 2019, el expresidente del club, Rodrigo Ares de Parga y Ramón Neme Sastré, patrono del equipo universitario, crean las bases para revivir el proyecto de un equipo en la segunda categoría del Futbol Mexicano y que sea el filtro entre las categorías Juveniles y el Primer equipo de los Pumas, como en su momento lo fue Pumas Morelos.
Ante la salida de Rodrigo Ares de Parga en noviembre del 2019, Ramón Neme Sastré continua con el proyecto durante el 2020, con el entonces presidente interino del club, Leopoldo Silva Gutiérrez, bajo la anuencia y supervisión del presidente honorario de los Pumas y rector de la Universidad Nacional Autónoma de México, Enrique Graue Wiechers.
En marzo el Torneo Clausura 2020 del Ascenso MX fue suspendido debido a la pandemia de coronavirus en el país, por tal motivo, en el mes de abril la Federación Mexicana de Fútbol en conjunto con los dueños de equipos que integran la liga, acordaron dar por terminada la competencia, a la par de esta decisión se inició un proceso de transformación para convertir esta categoría en una liga de desarrollo, en donde fuese posible que los equipos de la Liga MX tuviesen escuadras filiales compitiendo dentro del nuevo circuito. Tal cambio fue aprobado el 13 de abril. Consecuentemente, el 9 de mayo el Club Universidad Nacional confirmó la creación de un equipo para la nueva liga de plata.
Tras concretarse las intenciones del club, se inició la búsqueda de una posible sede para el equipo. Finalmente, el 24 de junio se anunció un acuerdo entre la directiva de los Pumas, empresarios locales y el Gobierno del Estado de Tabasco con el objetivo de establecer a la escuadra filial en el Estadio Olímpico de Villahermosa. Se acordó además la administración conjunta del equipo, la parte administrativa era controlada en Villahermosa bajo la presidencia de Ramón Neme Sastré, mientras que el ramo deportivo se desarrollaba desde la Ciudad de México, por este motivo el equipo entrenaba en la capital del país, y únicamente se presentaba en Tabasco para jugar los partidos, la escuadra tomó como base de su plantilla a los elementos que conformaban al Club Universidad Nacional Premier, participante en la Serie A de México.
El equipo en su primer torneo logró clasificar a liguilla tras vencer en la etapa de repechaje a los Cimarrones de Sonora, cayendo en la etapa de cuartos de final ante el histórico Atlante, empatando a un gol en el partido de ida disputado en el Estadio Olímpico de Villahermosa y a cero goles en el Estadio Ciudad de los Deportes de la Ciudad de México, por lo que ante el empate global a un gol el equipo de Pumas Tabasco quedó eliminado, pero con una buena actuación.
En mayo de 2023, Pumas anunció la desaparición del equipo debido a la fusión de la liga de expansión y la categoría sub-23.

## Instalaciones
Pumas Tabasco tiene como sede para sus juegos el Estadio Olímpico de Villahermosa, un estadio con pista atlética y una cancha renovada para el fútbol, ubicado en la ciudad de Villahermosa, Tabasco. El inmueble cuenta con capacidad para 12,000 espectadores. Cabe destacar que el recinto fue inaugurado el 6 de octubre de 1964 con un encuentro amistoso entre los clubes América y Guadalajara. En 2020 en el estadio se inició un proceso de reconstrucción y modernización con un costo de más de 20 millones de pesos.